# Mentone (Indiana)
Mentone é uma cidade  localizada no estado americano de Indiana, no Condado de Kosciusko.

## Demografia
Segundo o censo americano de 2000, a sua população era de 898 habitantes.
Em 2006, foi estimada uma população de 907, um aumento de 9 (1.0%).

## Geografia
De acordo com o United States Census Bureau tem uma área de
1,6 km², dos quais 1,6 km² cobertos por terra e 0,0 km² cobertos por água. Mentone localiza-se a aproximadamente 256 m acima do nível do mar.

## Localidades na vizinhança
O diagrama seguinte representa as localidades num raio de 16 km ao redor de Mentone.